# بن وارن
بن وارن (به انگلیسی: Ben Warren) بازیکن فوتبال زادهٔ ۷ مه ۱۸۷۹ اهل کشور انگلستان بود که سابقهٔ بازی در تیم ملی فوتبال انگلستان را در کارنامهٔ خود دارد. وی در تاریخ ۱۷ فوریه ۱۹۰۶ نخستین بازی ملی خود را در مقابل تیم ملی فوتبال ایرلند انجام داد و با حضور در ۲۲ بازی ملی، در تاریخ ۱ آوریل ۱۹۱۱ واپسین بازی ملی‌اش را در برابر تیم ملی فوتبال اسکاتلند برگزار کرد.
این بازیکن توانسته در بازی‌های ملی، ۲ گل به ثمر برساند.